# 1674 en santé et médecine
| Années de la santé et de la médecine : 1671 - 1672 - 1673 - 1674 - 1675 - 1676 - 1677    |
| Décennies de la santé et de la médecine : 1640 - 1650 - 1660 - 1670 - 1680 - 1690 - 1700 |

Cet article présente les faits marquants de l'année 1674 en santé et médecine.

## Événements
- En avril, l'édit d'Établissement crée une place d'apothicaire à l’Hôtel royal des Invalides[1].

## Publications
- Ole Borch (1626-1690) fait éditer Hermetis, Aegyptiorum, Et Chemicorum Sapientia[2].
- Marie Meurdrac (vers 1610-1680) fait éditer La chymie charitable et facile en faveur des dames en 6 parties : principes, méthodes et techniques de la chimie, propriétés des végétaux, des substances animales et des minéraux, préparation des médicaments et cosmétique[3].
- Thomas Willis : Pharmaceutice rationalis ; il distingue le diabète sucré du diabète insipide[4].

## Naissances
- 11 avril : Jean Cochon-Dupuy (mort en 1757), médecin français[5].